# Żaba rycząca
Żaba rycząca, żaba byk (Aquarana catesbeiana) – kosmopolityczny gatunek dużego płaza bezogonowego z rodziny żabowatych (Ranidae), pochodzący z Ameryki Północnej.
Gatunek inwazyjny.

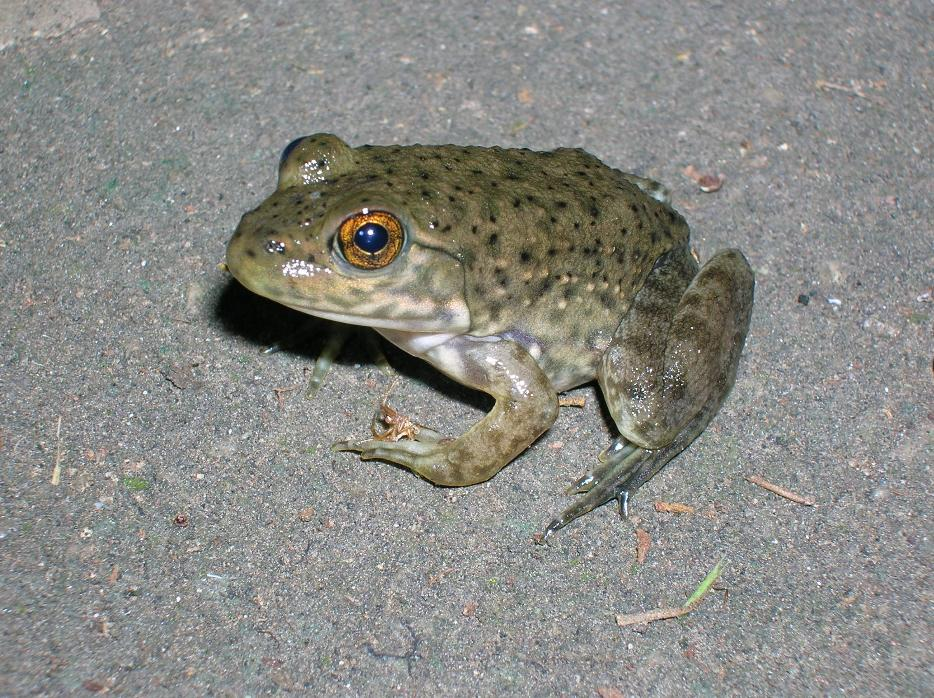
Żaba rycząca

Pierwotnie występujący w USA, w ciągu kilkuset lat rozprzestrzeniony przez człowieka do wielu innych miejsc na świecie. Żaba rycząca zamieszkuje obecnie wiele stref klimatycznych i krajów. Łatwo dostosowuje się do nowych warunków. Swą nazwę zawdzięcza wydawanym przez nią odgłosom, podobnym do ryczenia byka. Ludzie zwiększyli obszar jej naturalnego występowania, aby lepiej walczyć ze szkodliwymi gatunkami owadów, jednak jadłospis tego gatunku jest bardzo szeroki i rozmaity, co spowodowało, że stała się poważnym zagrożeniem dla rodzimej fauny rejonów, w których została introdukowana. Bywa hodowana w ogrodach zoologicznych i w domach, a w niektórych krajach jej mięso (żabie udka) jest spożywane przez ludzi. Na terenie swojego występowania, żaba rycząca jest spotykana w podobnych miejscach, co żaby zielone.
Żaby ryczące bywają uznawane za zwierzęta, które nie śpią, na podstawie doświadczenia, z którego wynikało, że nie reagują wolniej na ból, kiedy odpoczywają. Wynik ten nie jest jednak potwierdzony.

## Rejony występowania
Części świata, w których żaba ta jest obecnie spotykana na wolności: Ameryka Północna (USA, południowa Kanada), Ameryka Środkowa (Meksyk), Karaiby (Kuba, Portoryko, Jamajka), Ameryka Południowa, północna część Półwyspu Apenińskiego, zachodnia Hiszpania, Europa Zachodnia (Francja, Belgia, Holandia), Jawa, Japonia, północna Tajlandia, Tajwan.

## Pożywienie
Myszy i inne drobne ssaki, owady (pasikoniki, szarańczaki, świerszcze, chrząszcze, karaluchy, muchy, komary i ważki), drobne jaszczurki, dżdżownice.